# Miranda NG
Miranda NG was een opensource-chatprogramma voor Windows dat MSNP, ICQ, XMPP, AIM, YSMG, Gadu-Gadu, Tlen en IRC ondersteunt. Het programma is beschikbaar voor Windows 95 en hoger en wordt geschreven in de programmeertaal C++.
Miranda NG wordt uitgegeven onder de GNU General Public Licence (GPL) en ondersteunt meer dan 350 plug-ins waardoor de functionaliteit en de vormgeving van het programma uitgebreid en gewijzigd kunnen worden.

## Functies
- Beheren van contactpersonen, inclusief hernoemen en groeperen
- Berichtgeschiedenis: oude conversaties worden bewaard
- Compact chatprogramma (qua geheugengebruik in het werkgeheugen en op de harde schijf)
- IPv6-ondersteuning